# Wasserkunstgebäude

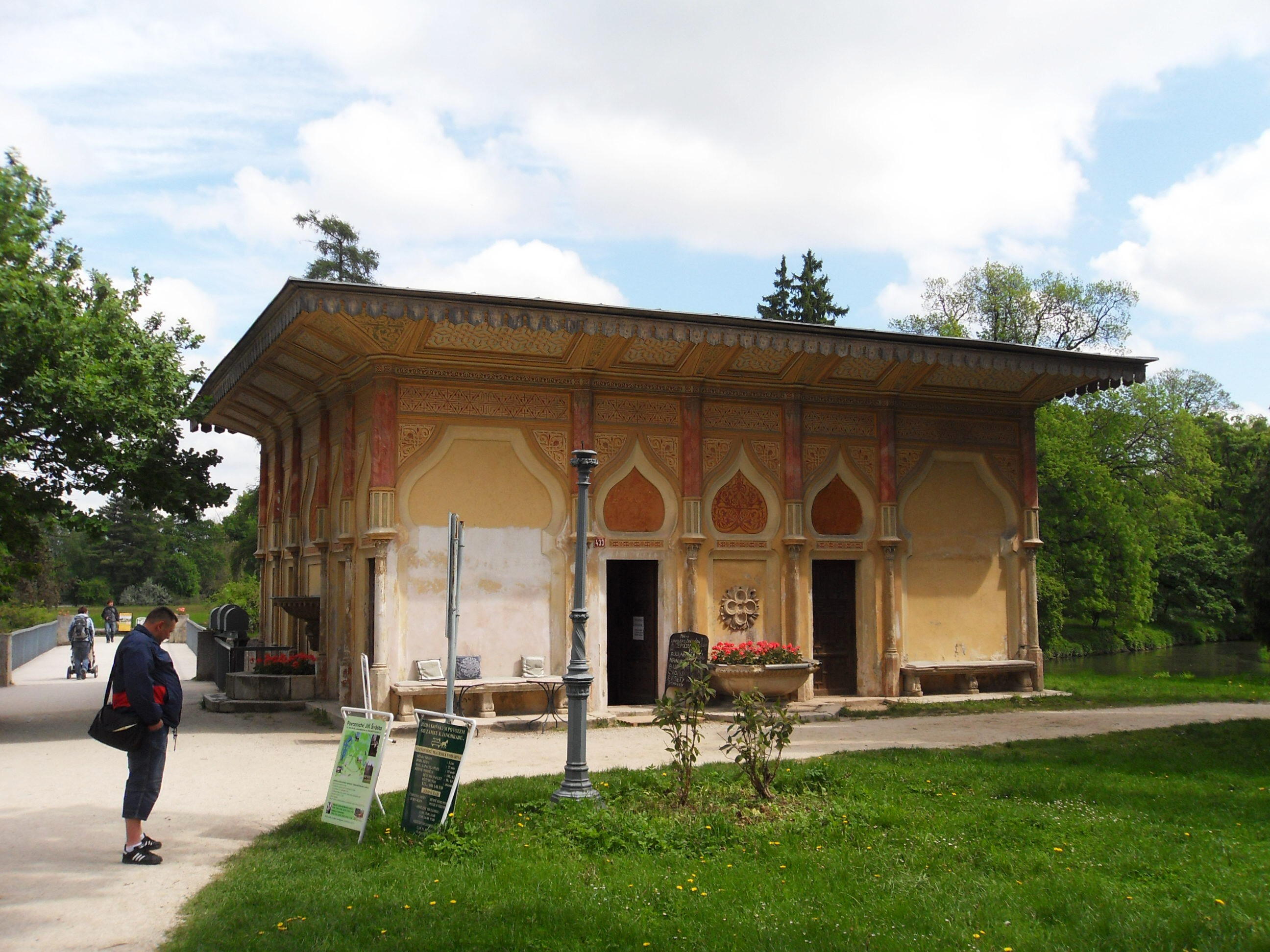
Südseite

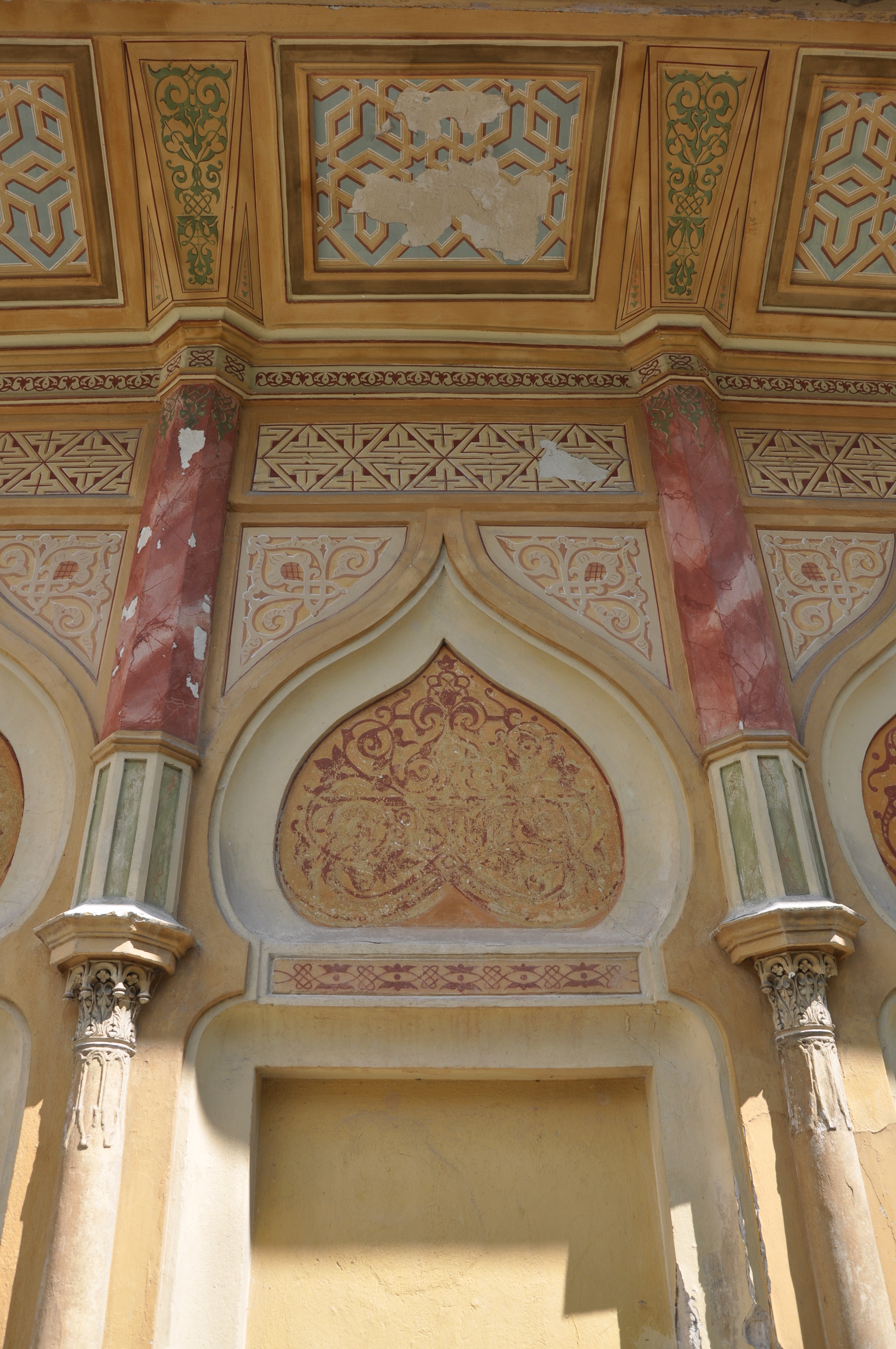
Detail

Das Wasserkunstgebäude (tschechisch: Vodárna) im Park des Schlosses Lednice (deutsch: Eisgrub) war eine technische Installation und zugleich ein Staffagebau. Es gehört heute zum UNESCO-Welterbe Kulturlandschaft Lednice-Valtice in Tschechien.

## Geografische Lage
Das Wasserkunstgebäude liegt am rechten Ufer des Altlaufs der Thaya, im Schlosspark von Lednice, nordöstlich des Schlosses und südlich des Schlossteichs.

## Geschichte
Ab 1643 wurden Wasserkünste im Park des Schlosses Lednice installiert. Die Energie der dafür erforderlichen Pumpen stammte von Wassermühlen an der Thaya, der auch das erforderliche Wasser entnommen wurde. Dafür wurde auch ein erster Hochbehälter errichtet. Unter Fürst Josef Wenzel von Liechtenstein wurde die Anlage im 18. Jahrhundert um- und der Hochbehälter im Dachgeschoss des Schlosses eingebaut. Dies bewährte sich aber nicht, so dass 1785 die Anlage erneut grundlegend umgebaut wurde. Sie war dann bis 1845 weitgehend unverändert in Betrieb.
Das heute zu sehende Gebäude gehört somit zur vierten Generation der Wasserkünste im Schlosspark von Eisgrub. Es entstand von 1843 bis 1845 – parallel zum Palmenhaus des Schlosses Eisgrub. Bis 1993 war hier eine historische Kaplan-Turbine im Einsatz. Sie soll sich heute im Technischen Museum in Brünn befinden.

## Bauwerk
Auffällig an dem Wasserkunstgebäude sind vor allem die Fassaden in neumaurischem Stil. Architekt war Georg Wingelmüller. In Details bezog er sich dabei auf das Minarett im Park Lednice.
Das Wasserkunstgebäude ist zweigeschossig. Im oberen Stockwerk befanden sich Dampfturbinen und Pumpen, die den erforderlichen Druck für die Springbrunnen und die Bewässerung der höheren Teile des Parks erzeugten. Auch die Wasserversorgung des Palmenhauses war hier angeschlossen. Darüber hinaus hing an der Anlage auch die Wasserversorgung des Schlosses für die dortigen Toiletten, Bäder und die Feuerlöschanlage sowie für eine hydraulische Aufzugsanlage. Noch heute dienen Pumpen im Wasserkunstgebäude der Parkbewässerung. Im unteren Stockwerk des Wasserkunstgebäudes wurde ein Dampfbad eingerichtet.
1903 wurde die technische Ausstattung um eine Girard-Turbine für Stromerzeugung ergänzt. Nicht nur das Schloss, sondern auch Teile der Gemeinden Eisgrub und Feldsberg wurden von hier aus mit Elektrizität versorgt.